# Zádor (Slovacchia)
Zádor (in ungherese: Zádorháza) è un comune della Slovacchia facente parte del distretto di Rimavská Sobota, nella regione di Banská Bystrica.